# Wetmorella nigropinnata
Wetmorella nigropinnata là một loài cá biển thuộc chi Wetmorella trong họ Cá bàng chài. Loài này được mô tả lần đầu tiên vào năm 1901.

## Từ nguyên
Từ định danh của loài cá này, nigropinnata, trong tiếng Latinh có nghĩa là "có vây đen" (nigro: "màu đen" + pinnata: "vây"), hàm ý đề cập đến những đốm tròn đen trên vây bụng, vây lưng và vây hậu môn của chúng.

## Phạm vi phân bố và môi trường sống
W. nigropinnata có phạm vi phân bố rộng rãi trên khắp Ấn Độ Dương - Thái Bình Dương. W. nigropinnata được ghi nhận từ Biển Đỏ và bờ biển Đông Phi, bao gồm các đảo quốc, bãi ngầm bao quanh Madagascar (nhưng không được ghi nhận ở Madagascar), trải dài đến Maldives, Chagos, quần đảo Mergui, những bãi cạn và rạn san hô vòng ngoài khơi Tây Úc; từ vùng biển bao quanh các nhóm đảo phía đông quần đảo Mã Lai, ngược lên phía bắc đến đảo Đài Loan và quần đảo Ryukyu; trải dài về phía đông đến các đảo quốc và quần đảo thuộc châu Đại Dương; về phía nam đến rạn san hô Great Barrier.
W. nigropinnata sống gần những rạn san hô viền bờ và rạn san hô trong các đầm phá ở độ sâu đến 36 m.

## Mô tả
W. nigropinnata có chiều dài cơ thể tối đa được ghi nhận là 8 cm. Cơ thể có màu nâu đỏ với 2 dải sọc màu vàng: một dải trên đầu, nằm sau mắt, và dải còn lại nằm trên cuống đuôi. Có 3 đốm đen lớn, mỗi đốm nằm trên một bộ phận cơ thể, gồm phần vây mềm của vây lưng và vây hậu môn (có viền trắng), và trên vây bụng. Cá con có màu nâu lốm đốm trắng với hai dải sọc trắng nổi bật trên cơ thể.
Số gai ở vây lưng: 9; Số tia vây ở vây lưng: 10; Số gai ở vây hậu môn: 3; Số tia vây ở vây hậu môn: 10; Số tia vây ở vây ngực: 12; Số gai ở vây bụng: 1; Số tia vây ở vây bụng: 5.

## Sinh thái và hành vi
W. nigropinnata thường ẩn mình trong các hang hốc trên các rạn san hô, hiếm khi được nhìn thấy. Thức ăn của W. nigropinnata là các loài thủy sinh không xương sống.
Loài này được đánh bắt bởi giới buôn bán cá cảnh.